# Google グループ
Google グループ（Google Groups）はGoogleの無料サービスの1つで、人間のグループが共通の話題について話し合う場を提供する。インターネットユーザーは興味のあるディスカッショングループを見つけ出し、GoogleグループのWebインタフェースか電子メールを通してスレッド単位の会話に参加できる。その意味ではこれまでメーリングリストと呼ばれてきたサービスの発展形。また、新たなグループを立ち上げることもできる。また、Googleグループには1981年以降のネットニュースのニュースグループへの投稿のアーカイブもあり、ニュースグループへの投稿と購読も可能である。ほかの所で立ち上げたメーリングリストのアーカイブをGoogleグループに設定することもできる。

## 歴史
2001年2月、Googleはネットニュースの記事のアーカイブにアクセスする検索エンジンを開発していた Deja News を買収した。これにより、新たに開始されたGoogleグループのインタフェースを使ってネットニュースのニュースグループにアクセスできるようになった。2001年末までに1981年5月11日以降の記事がアーカイブに補填された。1981年から1991年までの初期の投稿は、トロント大学のヘンリー・スペンサーのアーカイブに基づき、ウェスタンオンタリオ大学がGoogleに寄贈したものである。その直後、Googleはネットニュースとは無関係の新たなグループを作成できる機能をリリースした。
2006年2月、GoogleはGoogleグループに設定ファイルと投稿評価システムを追加し、インタフェースを変更した。

## グループの種類
Googleは2種類のグループを提供している。従来のネットニュースのグループと、メーリングリストに類似したネットニュースとは無関係のグループである。Googleグループのユーザインタフェースやヘルプ機構はこれらを区別せず、どちらもGoogleグループとして扱っている。
両者は使用するテクノロジーが異なり、管理手法も異なる。Googleグループのユーザインタフェースは新たなメーリングリスト型グループを作成できるようにしているが、ネットニュースのグループを新規作成することはできない。
ネットニュースは分散型であり、単一の組織が運営しているわけではない。Google以外の多数の組織がニュースグループへのアクセスを提供しており、一般にNNTPプロトコルを使ってニュースリーダーと呼ばれるソフトウェアを使ってアクセスする。多くのニュースグループには管理者（モデレータ）がいない。Google は X-No-Archive ヘッダを認識しており、このヘッダが YES になっているメッセージは7日間だけ保持するようになっている。
通常のグループはGoogleが運営している。これらのグループにはウェブブラウザ経由でアクセスするか電子メールの形で購読することでアクセスする。ネットニュースのニュースリーダーではアクセスできない。通常、1人以上のオーナーがいて、グループへの参加条件や参加者以外が閲覧できるかどうかを決めることができる。これは他のメーリングリストのプロバイダと同様の運営方式である。Googleグループは他のメーリングリスト・サーバで運営されているグループのアーカイブ機能を提供することもできる。

## 主なインタフェース機能
グループ検索
公開されているグループを含めてGoogleの検索機能を実行する。クエリに最もマッチする投稿やグループがあれば、検索結果の先頭に表示され、Googleグループのディレクトリへのリンクが付与されている。
プロフィール
自分の投稿にリンクされる公開用プロフィールを作成できる。
この投稿を評価
ユーザーは個々の投稿を1から5の星で評価できる。投稿の評価はユーザーがそのようにして入力した評価の平均で表され、スレッドの評価はスレッド内の各投稿の評価の平均で表される。ユーザーは自身の投稿を評価する必要はない。
電子メールマスク
グループからスパム業者などが電子メールアドレスを収集するのを防ぐため、Googleは投稿者の電子メールアドレスをマスクしている。実際の電子メールアドレスを見るには、CAPTCHAに応えなければならない。なお、メールアドレスがマスクされているのはWeb上で閲覧した場合だけである。Googleグループでは、ユーザーが自分のメールアドレスをいじって投稿することを許していない。
グループのWebページ
2006年10月5日、グループの参加者か管理者が編集できるグループページ機能のベータ版が公開された。ページを相互にリンクすることができ、版管理はウィキのような方法で行う。2007年1月24日に正式版となった。

## 公式なグループ
Googleは、Gmailなどのサービスについてのヘルプ機能のための公式なグループをいくつか作っている。それらのグループでは、対応するサービスについて質疑応答できる。通常はユーザー間でやりとりしているが、Google関係者が回答することもある。Google関係者のニックネームには、関係者であることを示すバッジが付与される。
公式グループには以下のようなものがある。
- Google Groups Guide: 公式の Google Groups ヘルプグループ（英語）
- Blogger Help Group: 公式のBloggerヘルプグループ（英語）
- Google Reader Help: 公式のGoogleリーダーヘルプグループ（英語）

Googleはまた、Google Friends と Google Page Creator Updates というメーリングリストをGoogleグループで運営している。どちらもモデレータだけが投稿できるアナウンス用メーリングリストである。
以下のようにGoogleグループとは機能の異なるヘルプフォーラムもある。こちらは日本語版がある。
- Google プロダクトフォーラム: Google公式ヘルプフォーラム
- Gmail ヘルプフォーラム: Gmail公式ヘルプフォーラム
- Googleウェブマスター向け公式ヘルプフォーラム
- Googleマップヘルプフォーラム: Google マップ 用公式ヘルプフォーラム

## 批判
"Blinky the Shark" の名で知られていた故 Lee Rizer は、Googleグループとそのユーザーに非常に批判的な Usenet Improvement Project を始動した。このプロジェクトの目的は、「ネットニュースへの参加をよりよい体験にする」ことである。このプロジェクトは、Googleグループがそのサーバからのスパムの投稿が増大していることを見て見ぬふりをし、いわゆる「教えて君」や半可通の大量流入を引き起こしたとして非難している。Usenet Improvement Project は、いくつかのニュースリーダーでGoogleグループのユーザーの投稿をブロックするためのキルファイルの例を提供している。
2003年10月16日、John Wiley & Sons 社は同社の書籍の中身がGoogleグループ上で公開されダウンロード可能になっていることを発見し、公開質問状をGoogleに送った。

## ブロック
2008年4月10日、トルコで法廷の命令により、Googleグループがブロックされた。ガーディアン紙によれば、反進化論者のアドナン・オクタルがGoogleグループによって名誉を毀損されたと訴えたため、裁判所が同サービスの禁止を命令した。トルコ政府は他にもいくつかのウェブサイトをイスラム教の教えに反するという理由でブロックしている。

## 参照項目
- メーリングリスト